# TA Associates
TA Associates est une entreprise américaine de capital-investissement fondée en 1968. Elle est présente dans les mouvements de rachat et les recapitalisations minoritaires d'entreprises. TA Associates investit dans divers secteurs, notamment la technologie, la santé, les produits de consommation, les services financiers et les services aux entreprises.